# Lago Buhi
El lago Buhi es un lago que se encuentra en Buhi, Camarines Sur, en el país asiático de las Filipinas. 

## Descripción

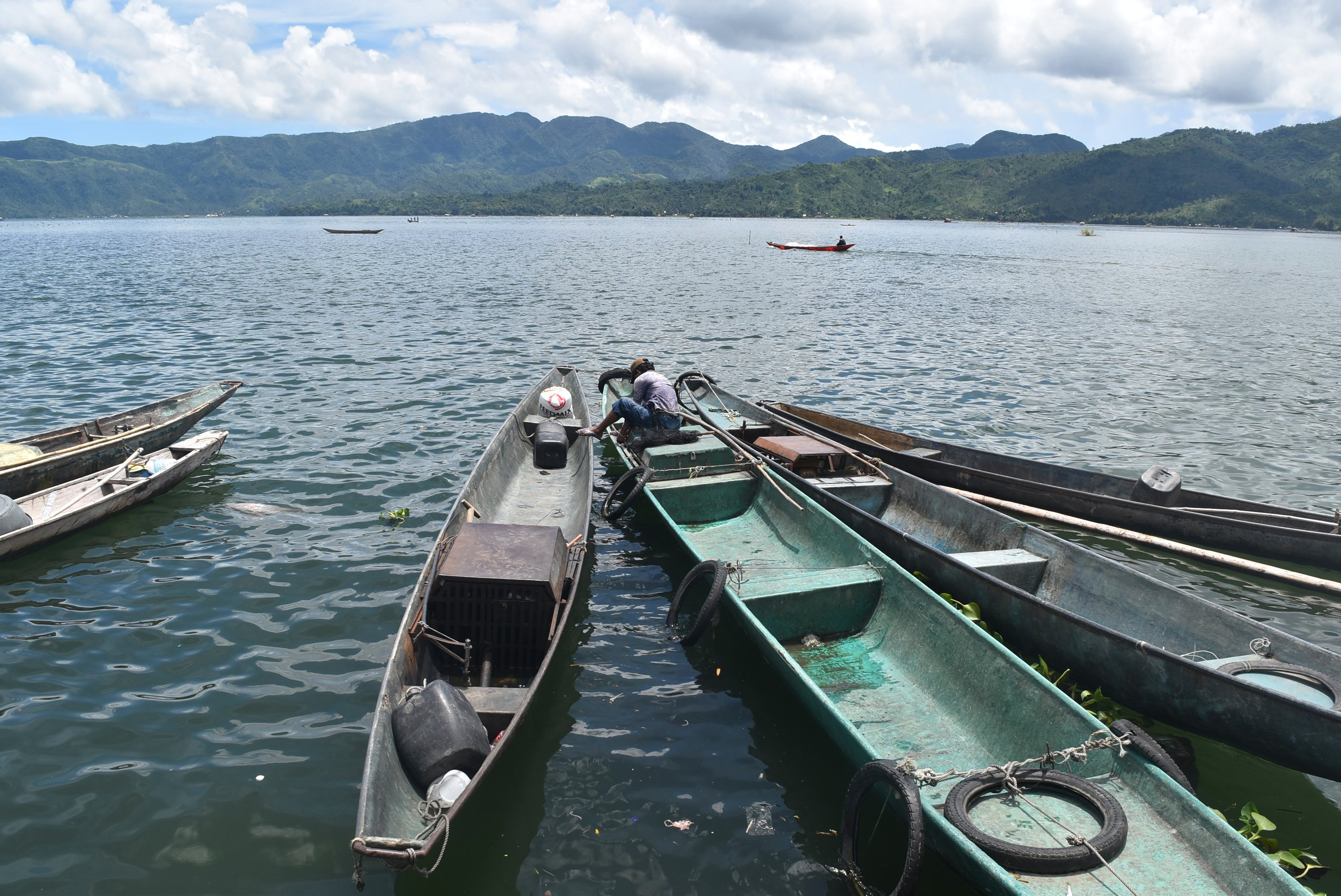
Vista del lago

Tiene una superficie de 18 kilómetros cuadrados y tiene una profundidad media de 8 metros. El lago se encuentra en el valle formado por dos antiguos volcanes, el monte Asog y el monte Malinao. Fue creado en 1641, cuando un terremoto causó que un lado del monte colapsara. El deslizamiento de tierra resultante creó una represa natural que bloqueo el flujo de los arroyos cercanos. Otra teoría sugiere que fue creado por la erupción del monte Asog, que ahora esta inactivo. El lago es famoso por ser uno de los pocos cuerpos de agua que contiene al sinarapan (luzonensis Mistichthys), que es el pez más pequeño del mundo comercialmente cosechado.
Aparece descrito en el primer volumen del Diccionario geográfico, estadístico, histórico de las Islas Filipinas (1850) de Manuel Buzeta Núñez y Felipe Bravo con las siguientes palabras:

BUJI ó BUHI (lago de): hállase en la isla de Luzon, prov. de Camarines-Sur; térm. jurisd. del pueblo de Buhi, que se encuentra á su orilla meridional y le dá nombre. Estiéndese este lago entre los 127° 9' 40" long., 127° 11' 50" id., y los 13° 24' 30" lat., 13° 27' 30" id. En él desaguan por E. y N. varios pequeños rios, y por S. sale el mismo el mas considerable, que lleva, con direccion al O., el mismo nombre de Buhi.
(Buzeta y Bravo, 1850, p. 407)